# Neuroxena flammea
Neuroxena flammea là một loài bướm đêm thuộc phân họ Arctiinae, họ Erebidae.